# Issa Doubragne
Issa Doubragne, né le 7 juillet 1973 à Goundi dans la Province du Mandoul au Tchad, est un enseignant-chercheur et homme politique tchadien.
Il est le ministre de l'Économie et de la Planification du Développement depuis le 7 mai 2018,.

## Biographie

### Formation
Issa Doubragne a eu son baccalauréat série A4 au Collège Charles Lwanga de Sarh avec une Mention Assez-Bien en 1996. En 2000, il a eu sa licence en géographie à l'université de N'Djamena option Aménagement du territoire. En 2003,il a eu sa maitrise à l' Université d’Aix-Marseille 1, toujours en géographie  option développement et tiers  Mondes. Sa mémoire se porte sur le : « Coton et pétrole au Tchad ; effets de concurrences » sous la direction du Pr Jean-Claude Giacottino. Il poursuit ses études à l'Université Paris 1 Panthéon-Sorbonne, où il sort nanti d'un Diplôme d’Études Approfondies (DEA) en géographie, option Mondes tropicaux : Environnement-Aménagement-Territoires. sur le thème : « Impacts de l’exploitation pétrolière au Gabon et Congo dans un nouveau contexte pétropolitique en Afrique centrale » en 2004. En 2013, Issa Doubragne a eu son doctorat avec la Mention Honorable  à l'Université Paris 1 Panthéon-Sorbonne; en géographie option Territoire, rapports de pouvoir et mondialisation. Sa thèse est intitulée : « Logone oriental entre pétrole et réfugiés : Étude des impacts socio-économiques» 

### Carrière
Issa Doubragne a d'abord commencé sa carrière dans la vie associative en tant que chargé de Programmes et Projets de Développement pour Union des Diplômés, Élèves et Étudiants du Moyen Chari pour la Culture et le Développement de 1996 à 1999 avant d'occuper la Présidence du bureau exécutif  durant une année. En suite, il devient le vice-coordinateur national chargé des programmes et projets du Forum des Organisations de la Jeunesse Tchadienne (FOJET) en 2000. Il en devient le coordinateur national de 2001 à 2002. De janvier à Aout 2006, il a enseigné à l'Université Adam Barka d’Abéché. Il est par la suite recruté par Africare au poste d’assistant-coordinateur des projets à Goré sur le projet d’assistance aux réfugiés centrafricains au Sud du Tchad, poste qu'il occupe de 2007 à 2009. De 2009 à 2013, il devient Coordinateur des Projets Bureau d’Afrique dans la même structure. De 2012 à 2013, Issa Doubragne enseigne à l’Université de Moundou. Il est également le fondateur et directeur national de l'Initiative Humanitaire pour le Développement Local (l’IHDL-TCHAD).
Il est le ministre de l'Économie et de la Planification du Développement du 8 mai 2018 au 12 octobre 2022,.